# Muzeum Regionalne w Świniarach Starych
Muzeum Regionalne w Świniarach Starych – muzeum położone we wsi Świniary Stare (powiat sandomierski). Placówka została otwarta w lipcu 2013 roku z inicjatywy miejscowego Stowarzyszenia Aktywnej Społeczności, a siedzibą muzeum jest budynek dawnego ośrodka zdrowia
Zbiory muzeum pochodzą od prywatnych darczyńców i zostały umiejscowione w trzech pomieszczeniach. W pierwszym odtworzono dawną izbę wiejską, wyposażając ją w meble i przedmioty codziennego użytku. W drugim pomieszczeniu znajduje się ekspozycja folklorystyczna, ukazująca sztukę i rękodzieło ludowe. W trzecim pomieszczeniu zgromadzono eksponaty z lat od 50. do 70. XX wieku (przedmioty codziennego użytku, prasę, numizmaty).

Jedno z pomieszczeń oraz klatka schodowa zostały przeznaczone do wystaw sztuki pod nazwą Galerii Sztuki Wzgardzonej i Zapomnianej.
Muzeum jest obiektem całorocznym, czynnym od wtorku do piątku.